# José do Carmo Soares
José do Carmo Soares (Presidente Epitácio; 10 de noviembre de 1946-Presidente Epitácio; 1 de abril de 2023), más conocido como Dedé, fue un futbolista brasileño que jugaba en la posición de delantero. 

## Clubes
| Club                    | País    | Año         |
| ----------------------- | ------- | ----------- |
| Sporte Clube Fluviao    | Brasil  | ?? - 1961   |
| Marítimos               | Brasil  | 1962 - 1966 |
| Universidad Cruceña     | Bolivia | 1967 - 1968 |
| Oriente Petrolero       | Bolivia | 1968 - 1974 |
| Bata                    | Bolivia | 1975        |
| Petrolero de Cochabamba | Bolivia | 1976        |
| Destroyers              | Bolivia | 1977        |

## Palmarés

### Títulos nacionales
| Título           | Club              | Año  |
| ---------------- | ----------------- | ---- |
| Primera División | Oriente Petrolero | 1971 |